# جوزيف س. بيرك
جوزيف س. بيرك (بالإنجليزية: Joseph C. Burke)‏ هو مؤرخ أمريكي، ولد في 1932، وتوفي في 3 أغسطس 2018.